# Proceedings of the Royal Society
Proceedings of the Royal Society is de verzamelnaam van twee wetenschappelijke tijdschriften die door de Royal Society worden uitgegeven:
- Proceedings of the Royal Society A — Mathematical, Physical & Engineering Sciences en
- Proceedings of the Royal Society B — Biological Sciences.

Het tijdschrift Abstracts of the Papers Printed in the Philosophical Transactions of the Royal Society of London werd in 1800 opgericht, maar in 1843 van naam veranderd in Abstracts of the Papers Communicated to the Royal Society of London en in 1854 in Proceedings of the Royal Society of London. Het tijdschrift werd in 1905 gesplitst in de delen A en B, waarbij deel A de wiskunde, natuurkunde en technische wetenschappen behandelde en deel B de biologie. Deel A verschijnt iedere maand en deel B iedere twee weken. De eerste namen van de twee delen waren
- Proceedings of the Royal Society of London. Series A, Containing Papers of a Mathematical and Physical Character en
- Proceedings of the Royal Society of London. Series B, Containing Papers of a Biological Character.

## Websites
- Online toegang (1843-1850)
- Online toegang (1854-1904)